# Cuatricromía
| Recensione  | Giudizio |
| ----------- | -------- |
| MusicBrainz |          |

Cuatricromia è l'undicesimo album in studio del duo Fangoria, pubblicato il 26 febbraio del 2013 in Spagna.

## Descrizione
Cuatricromia è un concept album basato sul sistema di stampa a cuattro colori meglio noto come quadricromia; ha la particolarità di essere stato pubblicato – nell'edizione spagnola – in un formato digipack contenente 4 EP separati, identificati ognuno da un colore della quadricromia, cioè: azzurro, magenta, giallo e nero. Ogni EP ha la sua rispettiva frase o citazione che lo battezza e il tutto è incorporato in una scatola-contenitore autografata ed assemblata a mano. Per l'edizione messicana hanno optato per il formato cd album-unico e non esiste divisione in EP con 4 canzoni ciascuno, come accade nella versione spagnola, ma i 16 brani sono tutti inclusi in un unico cd.
La citazione scelta da Alaska e Nacho Canut per l'album è: "Che due e due sia necessariamente quattro è una opinione che in molti condividiamo. Però se qualcuno, sinceramente, la pensa diversamente, che lo dica. Qui non ci sorprendiamo di nulla" di Antonio Machado.
Il disco azzurro mette in primo piano il lato più pop del duo. Si compone delle canzoni Dramas y Comedias, Piensa en Positivo, Desfachatez e Para Volver a Empezar. La produzione è a cura di Guille Milkyway, il creatore del progetto musicale La Casa Azul. La frase di questo EP è: "Nella vita, commedia; nell'arte, dramma" di Gorka Postigo, architetto e fotografo di moda, amico di Alaska.

## Tracce
1. Dramas y comedias – EP azzurro, prod. Guille Milkyway
2. Piensa en positivo – EP azzurro, prod. Guille Milkyway
3. Desfachatez – EP azzurro, prod. Guille Milkyway
4. Para volver a empezar – EP azzurro, prod. Guille Milkyway
5. Tormenta solar perfecta – EP magenta, prod. SSS Productions
6. Randez-vous espacial – EP magenta, prod. SSS Productions
7. Caprichos de un corazón estrafalario – EP magenta, prod. SSS Productions
8. Viaje a ninguna parte – EP magenta, prod. SSS Productions
9. Errores garrafales – EP giallo, prod. Los Pilotos
10. Peligros – EP giallo, prod. Los Pilotos
11. Un robot no cree en dios – EP giallo, prod. Los Pilotos
12. Rompe la cadena – EP giallo, prod. Los Pilotos
13. Lo tuyo no es lo normal – EP nero, prod. Jon Klein
14. Ecos de ayer – EP nero, prod. Jon Klein
15. El mundo conspira contra ti – EP nero, prod. Jon Klein
16. Cuatro colores – EP nero, prod. Jon Klein

L'edizione digitale comprende anche la traccia La sombra de una traición, prodotta da SSS Productions.